# Ramsey (Name)
Ramsey ist ein englischer weiblicher und männlicher Vorname sowie ein Familienname.

## Namensträger

### Vorname
- Ramsey Ameen (1945–2019), US-amerikanischer Mathematiker und Jazzmusiker
- Ramsey Angela (* 1999), niederländischer Leichtathlet
- Ramsey Ann Naito, US-amerikanische Filmproduzentin
- Ramsey Clark (1927–2021), US-amerikanischer Jurist und Politiker
- Ramsey Faragallah (* 1964), US-amerikanischer Schauspieler
- Ramsey Lewis (1935–2022), US-amerikanischer Jazz-Musiker

### Familienname
- Aaron Ramsey (* 1990), walisischer Fußballspieler
- Aaron Ramsey (Fußballspieler, 2003) (* 2003), englischer Fußballspieler
- Alexander Ramsey (1815–1903), US-amerikanischer Politiker
- Alf Ramsey (1920–1999), englischer Fußballspieler und -trainer
- Alice Ramsey (1886–1983), US-amerikanische Automobilistin
- Amos Ramsey (* 1991), guyanischer Fußballspieler
- Anne Ramsey (1929–1988), US-amerikanische Schauspielerin
- Arthur Michael Ramsey (1904–1988), britischer Geistlicher, Erzbischof von Canterbury
- Bella Ramsey (* 2003), britische schauspielende Person
- Ben Ramsey (1903–1985), US-amerikanischer Politiker
- Bill Ramsey (William McCreery Ramsey; 1931–2021), amerikanisch-deutscher Sänger und Schauspieler
- Bonnie Ramsey, Kinderärztin und Mukoviszidose-Forscherin
- Buster Ramsey (1920–2007), US-amerikanischer American-Football-Spieler und -Trainer
- Charles Ramsey (Eishockeyspieler), US-amerikanischer Eishockeyspieler
- Charles Frederic Ramsey (1875–1951), US-amerikanischer Maler, siehe Charles F. Ramsey
- Charles Frederic Ramsey junior (1915–1995), US-amerikanischer Musikautor und Produzent, siehe Frederic Ramsey
- Dave Ramsey, US-amerikanischer Moderator und Autor
- David Ramsey (* 1971), US-amerikanischer Schauspieler
- DeWitt C. Ramsey (1888–1961), US-amerikanischer Admiral der US Navy
- Doug Ramsey, US-amerikanischer Autor
- Elizabeth Ramsey († 2015), philippinische Komikerin, Schauspielerin und Sängerin
- Frank Plumpton Ramsey (1903–1930), britischer Mathematiker
- Frank Vernon Ramsey (1931–2018), US-amerikanischer Basketballspieler
- Frederic Ramsey (1915–1995), US-amerikanischer Musikautor und Produzent
- Gail Ramsey (* 1948), US-amerikanische Schauspielerin
- Hubert Ramsey (1874–1968), britischer Lacrossespieler
- Jacob Ramsey (* 2001), englischer Fußballspieler
- Jade Ramsey (* 1988), britische Schauspielerin
- Jalen Ramsey (* 1994), US-amerikanischer American-Football-Spieler
- Jessica Ramsey (* 1991), US-amerikanische Kugelstoßerin
- John R. Ramsey (1862–1933), US-amerikanischer Politiker
- JonBenét Ramsey (1990–1996), US-amerikanische Schönheitskönigin und Mordopfer
- Knox Ramsey (1926–2005), US-amerikanischer American-Football-Spieler
- Laura Ramsey (* 1982), US-amerikanische Schauspielerin
- Lloyd B. Ramsey (1918–2016), US-amerikanischer Generalmajor
- Logan Ramsey (1921–2000), US-amerikanischer Schauspieler
- Marion Ramsey (1947–2021), US-amerikanische Schauspielerin
- Marlon Ramsey (* 1974), US-amerikanischer Leichtathlet
- Matthew Ramsey, US-amerikanischer Filmeditor
- Michael Ramsey-Musolf, US-amerikanischer Physiker
- Mike Ramsey (Michael Allen Ramsey; * 1960), US-amerikanischer Eishockeyspieler und -trainer
- Milne Ramsey (1847–1915), US-amerikanischer Maler
- Nathaniel Ramsey (1741–1817), US-amerikanischer Politiker
- Nikita Ramsey (* 1988), britische Schauspielerin
- Norman Ramsey (1915–2011), US-amerikanischer Physiker
- Norman Park Ramsey (1922–1993), US-amerikanischer Jurist
- Paul Ramsey (Theologe) (1913–1988), US-amerikanischer evangelischer Theologe
- Paul Ramsey (Fußballspieler) (* 1962), nordirischer Fußballspieler
- Paul Ray Ramsey (* 1963), US-amerikanischer politischer Vlogger (auch RamZPaul)
- Peter Ramsey (* 1962), US-amerikanischer Filmregisseur, Illustrator und Drehbuchautor
- Richard H. Ramsey (1893–nach 1962), US-amerikanischer Bankangestellter, Staatsbediensteter und Politiker
- Robert Ramsey (Komponist) (um 1590–1644), englischer Organist und Komponist
- Robert Ramsey (Politiker) (1780–1849), US-amerikanischer Politiker
- Robert Ramsey (Drehbuchautor) (* 1962), US-amerikanischer Drehbuchautor
- Ron Ramsey (* 1955), US-amerikanischer Politiker
- Rosie Ramsey (* 1986), englische Podcasterin
- Stephen Ramsey, US-amerikanischer Schauspieler
- Wes Ramsey (* 1977), US-amerikanischer Schauspieler
- William Ramsey († 1349), englischer Architekt der Gotik
- William Ramsey (Politiker) (1779–1831), US-amerikanischer Politiker
- William Sterrett Ramsey (1810–1840), US-amerikanischer Politiker

### Künstlername
- Ramzey, deutscher Rapper